# Carl Eric Sjögreen
Carl Eric Sjögreen, född 5 mars 1799 i Hälleberga församling, Kalmar län, död 26 augusti 1877 i Åsbo församling, Östergötlands län, var en svensk tonsättare.

## Biografi
Sjögreen föddes 1799 i Hälleberga församling. Han blev filosofie magister vid Uppsala universitet 1821, juris kandidat samma år och utexaminerades 1822 från Falu bergsskola. Han var 1825–1831 geschworner vid Sala silvergruva – med bergmästares titel från 1827 – och sedan 1830 godsägare på Strålsnäs herrgård. Han ägnade sig trofast åt tonkonsten och komponerade många intagande melodier, bland vilka den till Tegnérs "Stjärnsången" blev mest spridd. Sjögreen blev 1869 ledamot av Musikaliska akademien. Sjögreen avled 1877 i Strålsnäs i Åsbo församling.

### Familj
Carl Eric Sjögreen var son till bergsrådet Erik Magnus Sjögreen och Anna Christina Risellschöld. Han gifte sig 31 augusti 1827 med Carolina Amalia af Burén (1806–1875). Hon var dotter till brukspatronen Peter Carl af Burén och Hedvig Elisabet Waller.